# Іоанн Зонара

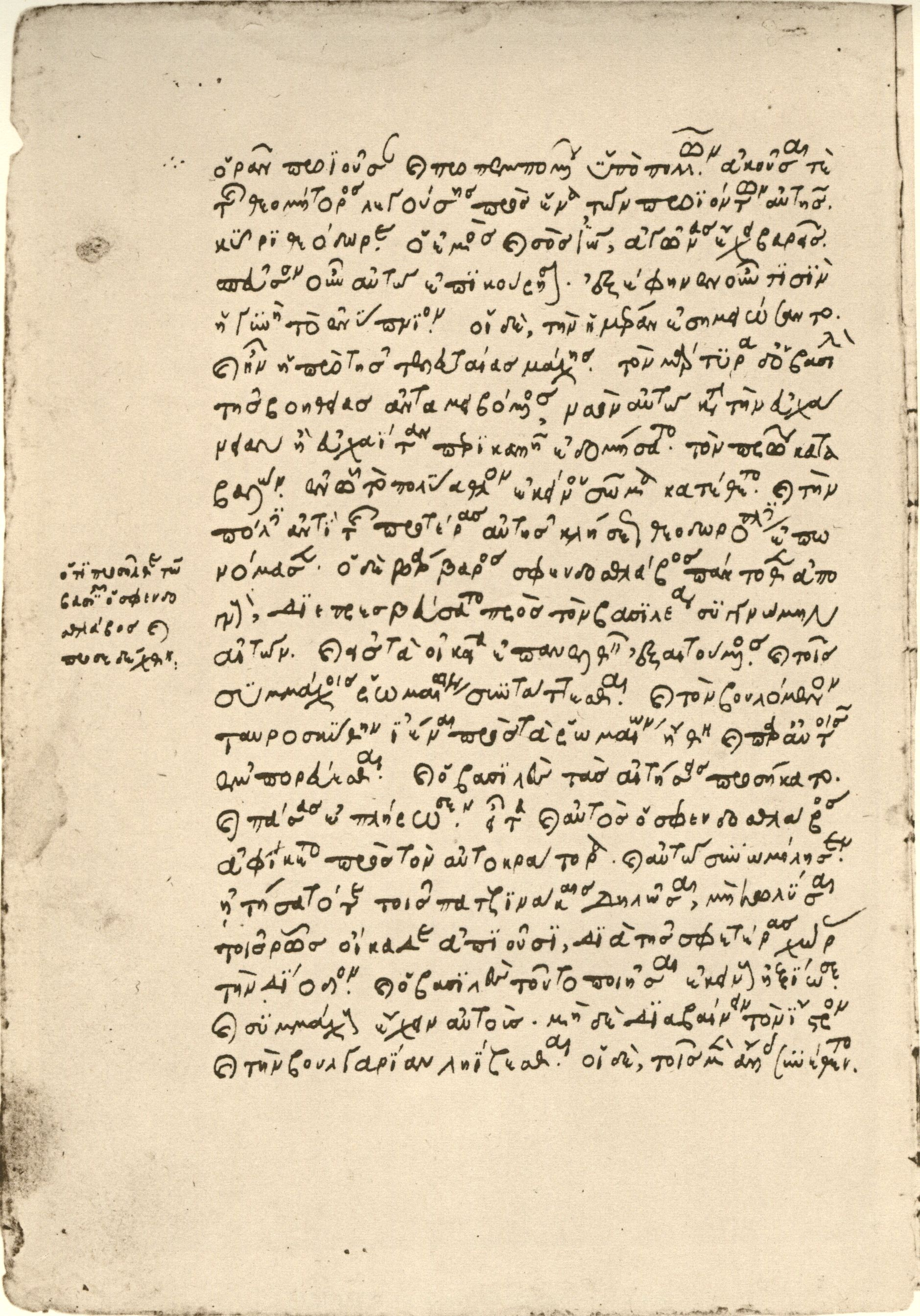
«Епітомії» Зонари у рукописі Риму, написаній в 1322/1323 році, Ватиканська апостольська бібліотека, Vaticanus graecus 980, fol. 213v

Іоанн Зонара (грец. Ἰωάννης Ζωναρᾶς) (пом. після 1159) — візантійський історик XII століття, чернець-богослов, тлумач Канонів Православної Церкви, автор відомої хроніки.
Обіймав посади начальника імператорської варти (великий друнгарій вілли) і першого секретаря імператорської канцелярії (протосикріт), потім після смерті дружини і дітей прийняв чернецтво і поселився в монастирі Св. Глікеріяї на острові в Мармуровому морі. Його кончина датується першими роками правління візантійського імператора Мануїла Комніна (1143-1180 рр.. )

## Хроніка

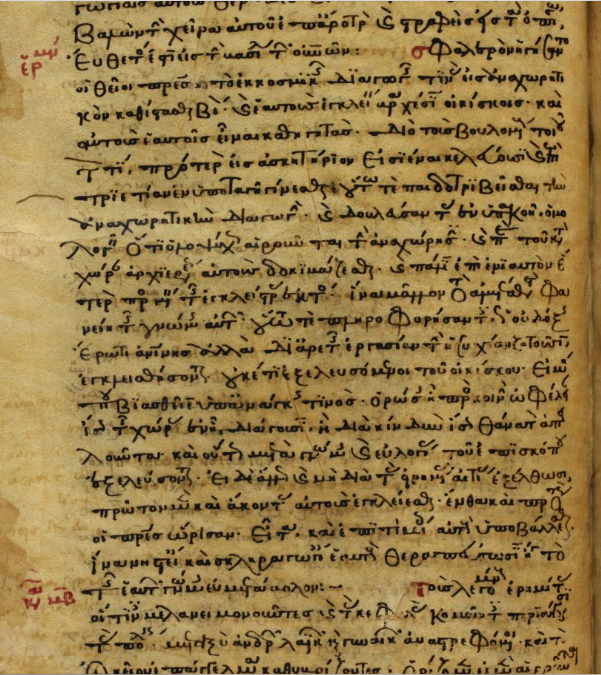
Рукопис 13 століття. Збірник канонів Православної церкви з тлумаченнями Івана Зонари і Феодора Вальсамона

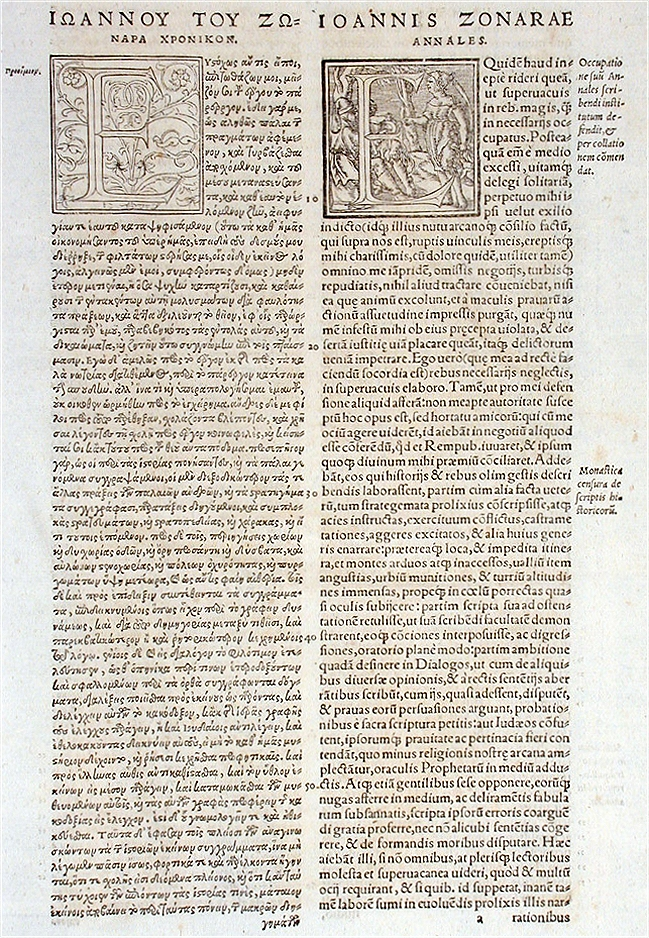
Сторінка з друкованого видання «Загальної історії», перекладеного латиною з XVI століття Єронімом Вольфом

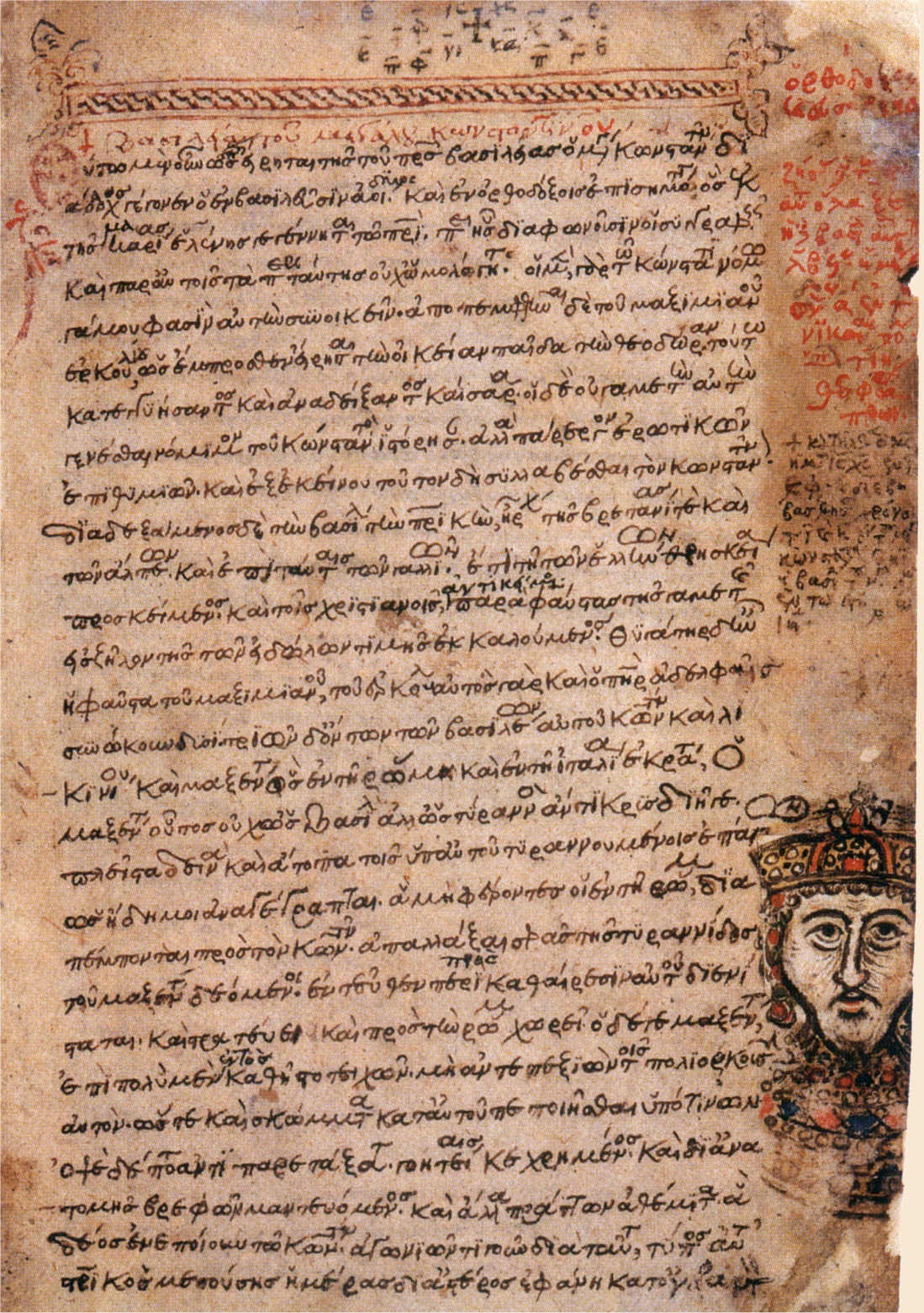
Сторінка з копії Універсальної історії 15-го століття (Модена). Праворуч: зображення Костянтина I Великого.

Написав всесвітню історію (грец. Ἐπιτομὴ ἱστοριῶν, букв. «скорочення історій») в 18 книгах від створення світу до вступу на престіл імператора Іоанна Комніна (1118 р.).
У перших 6 книгах міститься опис біблійної історії, в наступних 6 — римської, в інших викладаються події візантійської історії.
Досить об'ємна праця Зонари займає в візантійській історичній літературі особливе місце за повнотою повідомлюваних відомостей, вмілому використанню джерел. Значення першоджерела хроніка Зонари має, мабуть, тільки для царювання Олексія Комніна (1080—1118 рр..). Інші частини представляють цінність тим, що використовували втрачені греко-римські джерела. Особливо важливі в цьому відношенні книги хроніки з римської історії, які фрагментарно зберегли приблизний зміст 1-21 і 44-80 книг Діона Кассія (від якого до нас дійшли в повному вигляді тільки кн. 37-54).
Твір Зонари користувався великою популярністю в середні століття: збереглося 44 грецьких манускрипти, його перекладали на слов'янські мови, з нього черпали матеріал пізніші візантійські хроністи і руські літописці. В епоху Відродження хроніка Зонари була перекладена на французьку, італійську та латинську мови.
Видання хроніки:
- В. Вольфа (Ioannis Zonarae... compendium historiarum. Basilea, 1557),
- Ш. Дюканжа (Ioannis Zonarae monachi magni antea vigilum praefecti et primi a secretis Annales. Paris, 1686—1687), передруковано у Венеціанському корпусі (1729) і у Міня (PG. T. 134-135. Paris, 1864),
- Л. Диндорфа (Ioannis Zonarae Втіленням historiarum. Leipzig, 1868—1875. 6 t.)
- Т. Бюттнер-Вобста (Ioannis Zonarae Epitomae historiarum libri XIII–XVIII. Bonn, 1897).

## Інші праці
Крім хроніки, під ім'ям Зонари, збереглися листи, коментарі, житія святих, гімн, тлумачення до поезій Григорія Назіанзина, трактат про імена κανών, είρμός, τροπάριον, φδή і т. п. Тотожність особистості автора цих творів з особистістю хроніста безперечно не доведена, але є досить імовірною.
У той же час виданий Титманом під його ім'ям словник («Johannis Zonarae Lexicon», Лпц., 1808), йому не належить.
Зонара, разом з Аристином і Вальсамоном — один з тих коментаторів канонічного права, тлумачення яких набули в церковній практиці такий авторитет, що самі стали джерелом права. Коментар Зонари відноситься до синтагми номоканону з XIV титулів, тобто до тієї його частини, яка містить в собі канонічні постанови, при чому останні викладаються не у хронологічному порядку, а в порядку їх відносної важливості: спочатку йдуть канони вселенських соборів, до яких належать і собори IX століття, потім постанови помісних соборів, а за останніми правила святих отців.
Таке розташування матеріалу було в ходу ще задовго до патріарха Фотія (IX століття). У своєму коментарі Зонара повідомляє досить детальні історичні відомості про собори і про порядок древнецерковного життя, зіставляє коментоване правило з іншими, що стосуються того ж предмета, користується книгами святого Письма і творами отців церкви, іноді посилається на імператорські закони.
Основні принципи, якими керувався Зонара, узгоджуючи суперечливі правила або віддаючи одному з них перевагу перед іншим, можуть бути зведені до таких принципів:
1. пізнішим правилом скасовується видане раніше;
2. апостольське правило має перевагу перед соборним;
3. соборне правило — перед несоборным;
4. правило вселенського собору — перед правилом собору невселенского.

Тлумачення, дані Зонарой, у багатьох випадках буквально відтворюються Вальсамоном. Коментар Зонари вперше був виданий Іваном Квинтином (П., 1558) в латинському перекладі; повний автентичний текст з латинським перекладом, надрукований в Парижі в 1618; потім тлумачення Зонари видавалися як на грецькій, так і російській мовах, разом з коментарями Вальсамона.
По імені Зонара болгари з XIII століття називали Кормчую книгу Зонарою (у давньоруських пам'ятках — також Зинар).